# Edward MacLiam
Edward Wilson alias Edward MacLiam, né en 1976 à Mallow (Irlande), est un acteur irlandais.

## Filmographie
| Télévision  | Télévision                     | Télévision           | Télévision  |
| Année       | Titre                          | Rôle                 | Notes       |
| ----------- | ------------------------------ | -------------------- | ----------- |
| 2003        | Conspiracy of Silence          | Fitzpatrick          | Téléfilm    |
| 2005        | Ash et Scribbs                 | Stuart               | 1 épisode   |
| 2005        | The Year London Blew Up: 1974  | Butler               | Téléfilm    |
| 2006        | Heartbeat                      | Rick Driscoll        | 1 épisode   |
| 2006        | Kenneth Williams: Fantabulosa! | Private Ed           | Téléfilm    |
| 2006        | Sugar Rush                     | Mark                 | 1 épisode   |
| 2007        | Waking The Dead                | Joe MacDonagh        | 2 épisodes  |
| 2007        | The Last Detective             | Businessman          | 1 épisode   |
| 2007        | The Bill                       | Robert Harvey        | 1 épisode   |
| 2008        | Love Soup                      | James                | 1 épisode   |
| 2007 - 2009 | EastEnders                     | Doctor Jamie Stewart | 7 épisodes  |
| 2009        | Le Tour d'écrou                | Peter Quint          | Téléfilm    |
| 2010        | Insoupçonnable                 | Richard Reynolds     | 1 épisode   |
| 2010 - 2011 | Holby City                     | Greg Douglas         | 21 épisodes |
| 2015        | Cucumber                       | Gregory              | 1 épisode   |